# Janiralata intermedia
Janiralata intermedia là một loài chân đều trong họ Janiridae. Loài này được Mezhov miêu tả khoa học năm 1981.